# Ciudad de la Costa
Ciudad de la Costa je grad na jugu Urugvaja u departmanu Canelones.

## Zemljopis
Grad se nalazi na jugu Urugvaja na obalama Tihog oceana i rijeke Río de la Plata. Na području grada postoje mnoga jezera nastala nakon eksploatacije pijeska. Neka jezera se koriste za sport i rekreaciju dok su druga dom mnogim pticama i životinjama.

## Povijest
Područje Ciudad de la Costa karakterizira pješčana plaža duga 16 km, koja je tijekom 19. stoljeća poznat kao "Rincón de Carrasco". Područje je postupno naseljeno u 20. stoljeću, tvoreći niz naselja počevši od Barra de Carrasca na zapadu, do El Pinara na istoku. Smatra se produžetkom gradskog područja Montevidea s kojim graniči na zapadu dok je na istoku Costa de Oro. Ciudad de la Costa proglašen je gradom 19. listopada 1994. godine.

## Stanovništvo
Prema popisu stanovništva iz 2011. godine, grad Ciudad de la Costa je imao 95.176 stanovnika. Treći je po veličini grad u Urugvaju nakon Montevidea i Salta.

## Prijateljski gradovi
- Hollywood (Florida), SAD